# Tripoplax attuensis
Tripoplax attuensis is een keverslakkensoort uit de familie van de Ischnochitonidae. De wetenschappelijke naam van de soort is voor het eerst geldig gepubliceerd in 2000 door Clark.